# Елведина Музаферия
Елведина Музаферия (на босненски: Elvedina Muzaferija) е босненска алпийска скиорка, участничка в Зимните олимпийски игри през 2018 г. Определяна е от босненските медии за най-добър скиор в Босна и Херцеговина. По време на церемониите по откриването и закриването на Зимните олимпийски игри през 2018 г. носи знамето на Босна и Херцеговина.

## Биография
Родена е на 20 август 1999 г. в град Високо, Босна и Херцеговина. Завършва училище в Сараево. Тя започва да кара ски още на 6-годишна възраст. Нейният треньор по ски в училище съветва баща ѝ да потърси подходящ спортен клуб за нея, тъй като нейните способности превъзхождат тяхното училище. На 12-годишна възраст Елведина започва да участва в международни състезания по ски алпийски дисциплини. През 2018 г. тя е част от ски клуб ZE-2010 от град Зеница.

## Спортна дейност
На 16-годишна възраст тя участва в първото си състезание за Международната федерация по ски (FIS). На 29 декември 2015 г. заема първо място на състезанията на FIS в дисциплината слалом за жени, изпреварвайки София Рали и Вера Асенова.
През 2016 г. участва в Зимните младежки олимпийски игри в Лилехамер, Норвегия. Тя участва в четири дисциплини: заема 25-о място в супер-G, 16-о място в суперкомбинацията, но не завършва в гигантския слалом и не стартира в слалома.
През февруари 2017 г. участва в Световното първенство по ски алпийски дисциплини през 2017 г. в Санкт Мориц, Швейцария, тя завършва 55-а в слалома и не завършва в гигантския слалом. През март същата година участва в Световното първенство по ски алпийски дисциплини за юноши в Оре, Швеция. Заема 36-о място в суперкомбинацията, 38-о в спускането, 57-о в гигантския слалом, но не завършва в слалома и супер-Г.
През февруари 2018 г. тя участва на Зимните олимпийски игри. По време на церемониите по откриването и закриването носи знамето на Босна и Херцеговина. Състезава се в четири дисциплини. Заема 31-во място в спускането, 42-ро място в супер-G и 44-то място в гигантския слалом. Не завършва в слалома.